# 詹姆士·羅斯柴爾德
詹姆斯·阿曼德·埃德蒙·德·羅斯柴爾德（ DCM DL）（1878年12月1日—1957年5月7日），有時被稱為吉米·德·羅斯柴爾德（Jimmy de Rothschild），是出身自富有的羅斯柴爾德家族的英國自由派政治家和慈善家。
羅斯柴爾德（De Rothschild）是法國家族的愛德蒙·詹姆斯·羅斯柴爾德的兒子。他曾在巴黎的路易大帝中學和劍橋三一學院接受教育。他曾在第一次世界大戰中服役，一開始是在法國軍隊中入伍，然後在加拿大皇家龍騎兵中擔任軍官，並結束了在英國陸軍中擔任官兵的戰爭，在巴勒斯坦第39營擔任少校，皇家Fusiliers（“ 猶太軍團 ”的一部分）。他被授予傑出行為獎章。
他是草皮的熱心追隨者和賽馬所有者。他的33-1賽跑者“ Bomba” 在1909年贏得了阿斯科特金杯賽冠軍。

## 生平
他於1913年與多蘿西·瑪蒂爾德·平托（Dorothy Mathilde Pinto）結婚。他當時35歲，而多羅西時年僅17歲。
1920年入籍英國，  1922年他從繼承愛麗絲·羅斯柴爾德的沃德斯登莊園他的叔公的房地產男爵費迪南德·羅斯柴爾德，自由議員（MP）的艾爾斯伯里從1885年到1898年。

## 慈善事業
他繼承了其父的錫安主義路線，捐了六百萬以色列鎊資助國會大廈的興建，此建築於1966年完工。
他於1957年去世時，他將Waddesdon Manor遺贈給了英國國民信託。 他的遺孀多蘿西繼承了周圍的財產，並對房屋和藏品保持濃厚的興趣，直到她於1988年去世。

## 外部連結
- Hansard 1803–2005: James de Rothschild在國會中的貢獻
- Short biography for James de Rothschild （页面存档备份，存于）
- New York Times obituary for James de Rothschild （页面存档备份，存于）